# بيت الجن (فلم)
بيت الجن هو فيلم رعب بحريني مقتبس من قصة حقيقية، عُرض في 1994، وتدور أحداثه حول أسرة مكونة من أم راشد وبو راشد ودلال وحياة وراشد، يسكن بيتهم الجن ويواجهون مشاكل عديدة يضطر بهم إلى بيع البيت الواقع في مدينة حمد في فبراير 1994.

## وصلات خارجية
- مقالات تستعمل روابط فنية بلا صلة مع ويكي بيانات

- عرض الفيلم كامل في اليوتيوب